# Aéroport international de Sunan Shuofang
L'aéroport international de Sunan Shuofang est un aéroport qui dessert Wuxi dans la province du Jiangsu en Chine. Il est construit en 1955 pour un usage militaire. Son utilisation devient commerciale en 2004. Il a accueilli 8 000 000 passagers en 2023.
En mai 2023, le bâtiment de la gare centrale de fret de l'aéroport et une partie du projet de deuxième piste de circulation ont officiellement démarré, ce qui a également marqué le début officiel de l'agrandissement de l'aéroport.
Le 14 décembre 2024, le débit annuel de passagers de l'aéroport de Shuofang a dépassé les 10 millions pour la première fois, devenant ainsi le deuxième aéroport de la province du Jiangsu avec un débit annuel de plus de 10 millions de passagers. L'aéroport de Wuxi Shuofang prévoit également de construire une nouvelle deuxième piste. et prolonger la première piste, le nouveau terminal T3, une plateforme de transport complète et d'autres contenus ont été approuvés par l'Administration de l'aviation civile de Chine.

## Situation

### Carte des 50 premiers aéroports de Chine
| \| 500 km1:25 016 000 \| Baotou Canton Changchun Changsha Chengdu-CTU Chengdu-TFU Chongqing Dalian Fuzhou Guilin Guiyang Haikou Hailar Hangzhou Harbin Hefei Hohhot Jinan Jinghong Kunming Lanzhou Lhassa Lijiang Nanchang Nankin Nanning Ningbo Pékin · Capitale Pékin · Daxing Qingdao Quanzhou Sanya Shanghaï-Pudong Shanghaï-Hongqiao Shantou-Chaozhou-Jieyang Shenyang Shenzhen Shijiazhuang Taiyuan Tianjin Ürümqi Wenzhou Wuhan Suzhou Xiamen Xi'an Xining Yantai Yinchuan Zhengzhou Zhuhai-Jinwan |
| 500 km1:25 016 000 |

## Statistiques
Pour des raisons techniques, il est temporairement impossible d'afficher le graphique qui aurait dû être présenté ici.

Voir la requête brute et les sources sur Wikidata.

## Compagnies et destinations
| Compagnies               | Destinations |
| ------------------------ | --- |
| 9 Air                    | Dalian-Zhoushuizi, Canton-Baiyun, Guiyang, Hailar, Shenyang |
| Air China                | Pékin-Capitale |
| Cambodia Angkor Air      | Charter : Siem Reap-Angkor |
| China Airlines           | Taïwan-Taoyuan |
| China Eastern Airlines   | - Bangkok-Suvarnabhumi, - Pékin-Capitale, - Changsha, - Chengdu-Shuangliu, - Chongqing-Jiangbei, - Dalian-Zhoushuizi, - Canton-Baiyun, - Harbin Taiping, - Hohhot, - Hong Kong, - Kunming-Changshui, - Lanzhou, - Ordos Ejin Horo, - Qingdao-Jiaodong, - Séoul-Incheon, - Sanya-Phénix, - Shenyang, - Shenzhen-Bao'an, - Singapour-Changi, - Taïwan-Taoyuan, - Taiyuan-Wusu, - Tongren Fenghuang (en), - Xiamen-Gaoqi, - Ürümqi-Diwopu, - Xi'an-Xianyang, - Xining-Caojiabao, - Yantai, - Yinchuan Hedong, - Zhuhai Charter :Jeju,Phuket,Siem Reap-Angkor En saison charter:Đà Nẵng |
| China Southern Airlines  | Canton-Baiyun, Shenzhen-Bao'an |
| Citilink                 | Charter : Denpasar-Bali |
| Donghai Airlines         | Changchun, Shenzhen-Bao'an |
| HK Express               | Hong Kong |
| Jetstar Pacific Airlines | Hanoï-Nội Bài |
| Jin Air                  | Pusan-Gimhae |
| Juneyao Airlines         | Harbin Taiping, Huizhou Pingtan (en), Qingdao-Jiaodong, Sanya-Phénix |
| Mandarin Airlines        | Taichung |
| New Gen Airways          | Krabi |
| Scoot                    | Singapour-Changi |
| Shenzhen Airlines        | - Bangkok-Suvarnabhumi, - Pékin-Capitale, - Changsha, - Chengdu-Shuangliu, - Canton-Baiyun, - Hong Kong, - Kunming-Changshui, - Lanzhou, - Macao, - Nanning, - Osaka-Kansai, - Sanya-Phénix, - Shantou-Chaozhou-Jieyang, - Shenyang, - Shenzhen-Bao'an, - Taïwan-Taoyuan, - Tokyo-Narita, - Wuhan, - Xiamen-Gaoqi, - Xi'an-Xianyang, - Yichang, - Yinchuan Hedong |
| Sichuan Airlines         | Chengdu-Shuangliu, Chongqing-Jiangbei, Kunming-Changshui |
| Sriwijaya Air            | En saison charter : Denpasar-Bali |
| Tigerair Taiwan          | Taïwan-Taoyuan |
| Uni Air                  | Taichung Charter : Kaohsiung |
| Vietnam Airlines         | Cam Ranh Charter : Phú Quốc |

Édité le 04/08/2018